# Prochilodus
Prochilodus é um gênero de peixe teleósteo caraciforme da família dos caracídeos, da subfamília dos proquilodontídeos. Essa família incluí dois outros gêneros: Ichthyoelephas e Semaprochilodus, os quais foram considerados do gênero Prochilodus inicialmente. A grande riqueza de espécies do Prochilodus está presente nas bacias hidrográficas do leste, sudeste e sul do Brasil. Mas há também espécies nas bacias de rios como o Amazonas e em outros localizados nas Guianas, Colômbia, Venezuela, Paraguai e nordeste da Argentina. O maior da espécie chega até 80 cm de comprimento, mas a maior parte atinge a metade desse tamanho.

## Espécies
O FishBase reconhece as seguintes espécies dentro do gênero:
| Nome Binomial e Autor                      | Nome Comum |
| ------------------------------------------ | ---------- |
| Prochilodus argenteus Spix & Agassiz, 1829 |            |
| Prochilodus brevis Steindachner, 1875      |            |
| Prochilodus britskii R. M. C. Castro, 1993 |            |
| Prochilodus costatus Valenciennes, 1850    |            |
| Prochilodus hartii Steindachner, 1875      |            |
| Prochilodus lacustris Steindachner, 1907   |            |
| Prochilodus lineatus Valenciennes, 1837    | curimbatá  |
| Prochilodus magdalenae Steindachner, 1879  |            |
| Prochilodus mariae C. H. Eigenmann, 1922   |            |
| Prochilodus nigricans Spix & Agassiz, 1829 |            |
| Prochilodus reticulatus Valenciennes, 1850 |            |
| Prochilodus rubrotaeniatus Jardine, 1841   |            |
| Prochilodus vimboides Kner, 1859           |            |